# Dromia erythropus
Dromia erythropus (лат.) — вид крабов из семейства Dromiidae. Обитают тропических водах западного побережья Атлантического океана. Они используют для маскировки живую губку. Dromia erythropus вырезают из губки фрагмент и при помощи клешней предают ему нужную форму. Две последние пары ног короче остальных и загибаются вверх над панцирем краба, чтобы удерживать губку. Губка растет вместе с крабом, обеспечивая постоянное укрытие. Встречаются на глубине от 0 до 360 м. Донные животные. Безвредны для человека и не являются объектами промысла. Их охранный статус не определён.